# Ibrahim Jeilan
Ibrahim Jeilan (* 12. června 1989, Bale, Etiopie) je etiopský atlet, běžec. V roce 2011 se stal mistrem světa v běhu na 10 000 metrů.
V roce 2006 ve svých 17 letech se stal juniorským mistrem světa v běhu na 10 000 metrů. V kategorii dospělých je jeho největší úspěch titul mistra světa na této trati v roce 2011 a stříbrná medaile ze světového šampionátu v roce 2013. Jeho osobní rekord v běhu na 10 000 metrů 27:02,81 pochází z roku 2006.